# Alohi Gilman
Alohilaniokala Gilman (Laie, Hawái, 17 de septiembre de 1997) más conocido como Alohi Gilman, apodado Gilla Killa, es un jugador profesional estadounidense de fútbol americano que se desempeña en la posición de safety en Los Angeles Chargers, equipo de la National Football League (NFL).

## Carrera
Fue seleccionado en la sexta ronda en la Reunión Anual de Selección de Jugadores de la NFL de 2020. Hizo su debut profesional con el equipo Los Angeles Chargers, donde lleva jugando cuatro temporadas.